# 皇家克里夫度假村
皇家克里夫酒店集团（英語：Royal Cliff Hotels Group）坐落在美丽的芭堤雅海湾，坐落在中天海滩和市中心中的一片静谧的山崖上，鸟瞰暹罗湾，酒店集团占地64亩，由4座五星酒店及国际标准的国际会议中心合聚而成。创建四十余载，皇家克里夫酒店集团已经获得超过200项国际奖项，同时也是唯一一个被世界著名的TTG Travel Aisa （亞洲旅遊貿易公報）和TripAdvisor提名并获奖的酒店集团。

## 历史
作为芭提雅的旅游业先驱，皇家克里夫酒店集团拥有一段让人真正迷醉的历史。始建于1973年，并不起眼的皇家克里夫海滨露台酒店当时只有106间客房。多年来度假村经历了惊人的成长。皇家克里夫海滩酒店于1974年开业，拥有527间客房。在接下来的12年里，这两家亚洲酒店享誉全球。皇家克里夫的传奇因而诞生。
在1986年，独特的皇家之翼套房与水疗酒店由玛哈•哇集拉隆功王储殿下宣布开业。拥有85间豪华套房，其中包括2间豪华总统套房，超五星标准的皇家之翼套房与水疗酒店是酒店集团的旗舰酒店。
在四间酒店当中，最新开业的是拥有372间客房，优雅的皇家克里夫豪华酒店，酒店于1992年竣工。拥有10个会议室、2个宴会厅，以及全酒店范围的高速互联网接入，作为在度假村举办会议、及会议相关活动的酒店首选。
1999年后期，应大型会议设施的需求，皇家克里夫建立了芭提雅会展厅（简称：PEACH），一个多功能、独立的场馆，能容纳8000余名会议代表。以其先进的设施，PEACH是举办聚会、展览、产品发布、庆典宴会、婚宴和音乐会的理想之选；同时也作为这一区域完美的会展及奖励会的最佳举办地。
皇家克里夫酒店集团接待了很多国际重大会议，比如东盟峰会,1991年柬埔寨和平谈判会议，1997年泰國新憲法的起草大會,及2003年主辦了由21個成員國的高級旅遊官員參加的亞太經合組織旅遊工作小組大會
2009年4月,因泰国反政府示威者闯入皇家克里夫东盟峰会会场。但由于酒店的保密措施，各国领导人乘坐直升飞机从酒店停机坪撤离，最后一日的峰会被迫取消。. 但幸运的是，示威发生在最后一天，重要的多国首脑会议已经在前两天全部结束。代表团领导人离开后，示威者散去，酒店部分设施损坏，整个过程中，酒店客人等没有收到伤害。.

## 设施与服务

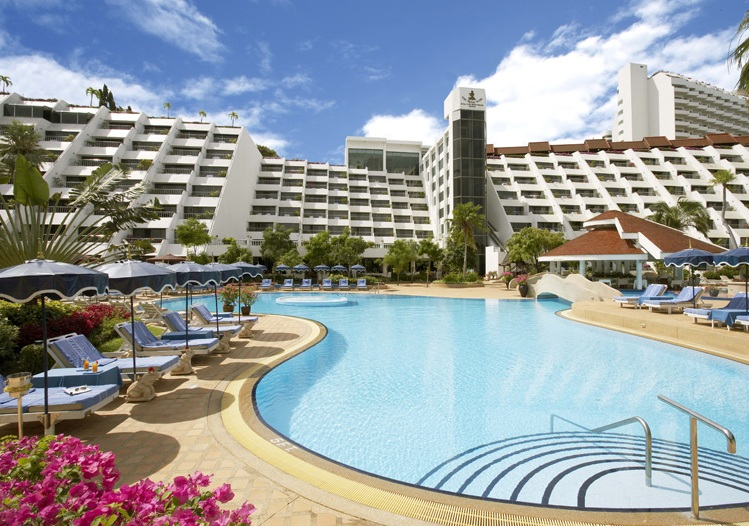
Royal Wing Suites & Spa

皇家克里夫酒店开业至今，共有4家五星级挂牌酒店及一个国际标准的五星级酒店构成，超过1020间客房及套房，11家屡获殊荣的餐厅，包含中餐、日本料理、泰国料理、意大利料理、海鲜料理，7个泳池（包含儿童泳池）以及2家历史悠久的水疗中心。
为了丰富酒店客人的娱乐，酒店已经开设了泰式烹饪学校、网球场、壁球场、泰拳等。同时针对青少年和儿童，酒店也准备了儿童乐园和青少年活动中心。
为了满足会议的需求，皇家克里夫在创立初期，就有了会议搭配酒店的设想。目前，酒店共有53个大小会议室，以及一个能容纳最多10000人的会议中心。